# حديديك كربوكسي المالتوز
حديديك كربوكسي المالتوز (بالإنجليزية: Ferric carboxymaltose)‏ هو دواء يُستعمل في علاج:
- فقر الدم الناجم عن عوز الحديد[4]
- فقر الدم[4]